# Thierry Lefèvre
Pour les articles homonymes, voir Lefèvre.
Thierry Lefèvre est un auteur de livres pour la jeunesse né le 13 janvier 1955 à Villeurbanne et vit actuellement à Paris. Il écrit également des romans policiers et des fictions

## Œuvres
Guides
- Une collection de guides touristiques écrits en collaboration avec Claude Combet, illustrés par Magali Le Huche et parus chez Actes Sud Junior
  - Paris-Banlieue (2010)
  - Drôles de balades dans Paris (2008)
  - Destination Paris (2006)
- Des jeux pour s'orienter (Retz, 1995)
- Le Sucre à petits pas, écrit en collaboration avec Claude Combet, illustré par Eric Héliot (Actes Sud junior, coll. A petits pas, 2003)
- Une collection de livres d'art publiée par les éditions d'art Somogy en partenariat avec l'Association des Conservateurs des musées du Nord-Pas-de-Calais, permettant de un court roman, et treize histoires, écrits à partir des œuvres d'art présentées dans les musées de la région Nord-Pas-de-Calais.
  - Treize histoires pour découvrir les monstres et les sorcières (Somogy, coll.Escales au musée, 1999)
  - Treize histoires pour découvrir les amours des Dieux (Somogy, coll.Escales au musée, 1997)

Romans
- Je t'attends coécrit avec Françoise Grard (Flammarion coll. Tribal)
- Ce qui compte dans le premier baiser (Gulf Stream Éditeur, coll. Romans bleus, 2006)

Romans de littérature jeunesse
- Série Europa, en collab. av. Béatrice Nicodème (Nathan)
  - tome 1 Dossier Morden ;
  - tome 2 Deux morts à Venise ;
  - tome 3 Noirs complots sur Bruxelles ;
  - tome 4 Sale nuit à Londres.
- Série Les aventures de la Caramote
  - Monsieur Cinq (Actes Sud junior, coll. Petits Polars, 2005)
  - La nuit troglodyte, illustré par Nathalie Girard (Actes Sud junior, coll. Petits Polars, 2001)
  - Le retour de la femme sans tête, illustré par Johanna Kang (Actes Sud junior, coll. Petits Polars, 2000)
  - L'assassin à la fourchette (Actes Sud junior, coll. Petits Polars, 2000)
  - Le saut de la Mounine (Actes Sud junior, coll. Petits Polars, 2000)
  - N'a qu'un œil, illustré par Johanna Kang (Actes Sud junior, coll. Petits Polars, 2000)
  - Le Voleur de Noël (Actes Sud junior, coll. Petits Polars, 2001)
  - L'Affaire du Petit-Maroc (Actes Sud junior, coll. Petits Polars, 2001)
- Deux banderilles noires (éds Oskar Jeunesse, 2008)
- Attaques nocturnes, illustré par Aurélien Police (Gulf Stream Éditeur, coll. Courants noirs, 2008)
- Les Treize Oreilles (Syros, coll. Souris noire, 2004)
- Les douze travaux d'Hercule (Hemma, 1997)
- Ma cousine Carla (Bayard jeunesse, coll. J'aime lire, 1992)
- La terrible cuisine de Benjamin (Milan, 1991)

Poésie
- Les ogresses vertes, illustré par Frédérick Mansot (Actes Sud junior, coll. Poèmes plein les poches, 2002)
- Fées rosses et magichiens, illustré par Daniel Maja (Actes Sud junior, coll. Poèmes plein les poches, 2002)
- Les nains et les géants. 25 poèmes de Victor Hugo, sélectionnés et présentés par Thierry Lefèvre, illustrés par Amélie Jackowski (Actes Sud junior, coll. Poèmes plein les poches, 2002)
- Petites chimères et monstres biscornus, illustré par Philippe Munch et Dominique Thibault, (Actes Sud junior, coll. Poèmes plein les poches, 2001)